# Ahníkov (zámek)
Ahníkov je zcela zaniklý zámek, který stával ve stejnojmenné vesnici u Málkova v okrese Chomutov. Spolu s vesnici zanikl v důsledku povrchové těžby hnědého uhlí v Lomu Nástup – Tušimice.

## Historie
Předchůdcem zámku bývala gotická tvrz doložená ve čtrnáctém století, která patřila manské soustavě hradu Hasištejn. Na konci patnáctého století na tvrzi sídlil Mikuláš Chlup, po němž ji zdědily jeho dcery. Při dělení lobkovického majetku v roce 1518 připadla Václavu Hasištejnskému z Lobkovic, zatímco vesnici Ahníkov získal jeho bratr Mikuláš. Roku 1530 (nebo 1531) na tvrzi žil Petr Velemyšleveský z Velemyšlevsi, manžel jedné z dcer Mikuláše Chlupa. V té době už Hasištejn patřil Šlikům, kteří vedli s Petrem Velemyšleveským spor, protože odmítal plnit manské povinnosti. V roce 1567 tvrz užíval Vít z Hertenberku.
Bohuslav Felix Hasištejnský z Lobkovic Ahníkov i s manskou tvrzí roku 1578 prodal Linhartovi staršímu Štampachovi ze Štampachu a císař Rudolf II. o tři roky později zrušil jeho manské povinnosti. Linhart si Ahníkov zvolil za centrum svého rozrůstajícího se panství, a starou tvrz začal přestavovat na renesanční zámek. V roce 1606 Linhart starší přikoupil Hasištejn, a k ahníkovskému panství tak patřily vesnice Místo, Blahuňov, Vysoká Jedle, Nová Víska, Zásada, Krbice, Černovice, Brany, část Naší a další majetek (např. statek Warta nebo dvůr ve Spořicích).
Po Linhartově smrti v roce 1608 vlastnili jeho potomci nějakou dobu majetek v nedílu, ale roku 1609 se o něj rozdělili. Ahníkov tehdy připadl Linhartovi mladšímu Štampachovi, který pokračoval v plánovaných přestavbách. Pravděpodobně právě on dokončil východní palácové křídlo postavené ve stylu saské renesance, i když se objevují i názory, že stavitelova inspirace vycházela spíše z renesance nizozemské.
Ani Linhart mladší přestavbu zámku nedokončil. Zabránila mu v tom jeho účast na stavovském povstání v letech 1618–1620, za niž byl v roce 1622 odsouzen ke konfiskaci dvou třetin majetku. Linhart se následujícího roku vystěhoval do Annabergu, a ahníkovské panství koupil Jaroslav Bořita z Martinic. Z roku 1630 pochází zmínka o zámeckém parku a užitkové zahradě. Po Jaroslavovi panství postupně vlastnili jeho synové. Nejprve je zdědil Jiří Adam z Martinic, po něm v letech 1649–1655 Bernard Ignác Jan z Martinic, od kterého je koupil Maxmilián Valentin z Martinic. Po Maxmiliánově smrti v roce 1677 bylo následujícího roku panství rozděleno na ahníkovské, prunéřovské a na Březenec, přičemž Ahníkov připadl Maxmilánu Quidovi z Martinic.
V roce 1733 zámek zdědil Quidův syn Jan Josef Karel z Martinic. Zemřel o pět let později, a do roku 1758 tak panství spravovala vdova Filipína, rozená Clary-Aldringenová. Po ní se statku ujal její syn František Karel z Martinic, jehož smrtí v roce 1789 vymřela ahníkovská větev rodu. Roku 1791 tak opět spojené ahníkovsko-prunéřovské panství zdědila Marie Anna z Althannu, která byla dcerou prunéřovského Františka Michaela z Martinic. V roce 1810 majetek zdědila její dcera Marie Anna, provdaná za hraběte Firmiana. Posledním majitelem panství se stal její synovec, hrabě z Wolkenstein-Trostburku. Jeho syn prodal ahníkovský velkostatek roku 1880 Františku Preidlovi, průmyslníkovi z České Kamenice.
František Preidl ahníkovský statek odkázal svému synovci Emanuelu Karschovi, který se jej ujal v roce 1889. Za první republiky jej postihla pozemková reforma. V jejím důsledku zámek 1. ledna 1927 získal Josef Ilman, který ho vlastnil až do roku 1948. Během druhé světové války zámek sloužil jako zajatecký tábor. Po konfiskaci v roce 1948 zámek využíval státní statek, který byl jeho majitelem až do demolice.
Zámek byl zbořen spolu s vesnicí v roce 1986 v důsledku rozšiřování povrchové těžby hnědého uhlí v prostoru Lomu Nástup – Tušimice. Předtím však byly sejmuty kvalitní architektonické články a uloženy v areálu Zooparku Chomutov. V roce 2007 existovaly plány na jejich využití při stavbě kopie zámku ve skanzenu Stará Ves. Náklady byly odhadnuty na 200 miliónů korun a projekt nakonec realizován nebyl.

## Stavební podoba
Zámek tvořila dvě křídla uspořádaná do tvaru písmene L. Jádrem staršího severního křídla byla gotická tvrz. V hlavním průčelí východního se nacházel bohatě zdobený třípatrový arkýř a zazděné arkády v prvním patře na nádvoří. Fasádu zdobila sgrafita, v přízemí se zachovala torza štukatur. V několika pokojích v patře byly renesanční stropy.